# Utassy Sándor
Utassy Sándor (Eger, 1931. május 3. – Eger, 1979. május 26.) magyar mellúszó. 1954-ben tagja volt 4 p 18.1 mp-es világcsúcsot elért csapatnak a 4 × 100 méteres vegyesúszó váltóban. Többszörös magyar bajnok.

## Életpályája
Eredeti foglalkozása fafeldolgozó volt. Bakó Jenő tanítványa volt. Az Egri Fáklya Sport Kör, az Egri Bástya Sport Kör és a Ferencvárosi Torna Club csapatában versenyzett. 1950 és 1958 között 10 alkalommal volt válogatott. Részese volt az 1954-ben 4 p 18.1 mp-es világcsúcsnak a 4 × 100 méteres vegyesúszó váltóban. Az 1954. évi Európa-bajnokságon Torinóban a 200 m mellúszásban a 3. helyet érte el. 100 m-en az 1951–52, 200 m-en az 1951–56-os években nyerte az országos mellúszó bajnokságot. 9 egyéni országos csúcsot ért el. Részese volt 4 országos váltó csúcsjavításnak.